# George Mackay Brown
George Mackay Brown (ur. 17 października 1921 w Stromness, zm. 13 kwietnia 1996 w Stromness) – szkocki poeta, pisarz i dramaturg pochodzącym z Orkadów. Powszechnie uważany jest za jednego z najwybitniejszych szkockich poetów XX w.
George Mackay Brown był ważną postacią szkockiej literatury od połowy XX w. aż do swojej śmierci w 1996. Pisał o życiu i naturze na swoich rodzinnych Orkadach, a jego płodna wyobraźnia obejmowała poezję, powieści, opowiadania dla dzieci, eseje, sztuki teatralne i artykuły medialne. Studiował pod kierunkiem Edwina Muira w Newbattle Abbey College niedaleko Edynburga i uzyskał tytuł magistra na Uniwersytecie w Edynburgu w 1960.